# 多摩都市單軌電車
多摩都市單軌電車股份有限公司（日语：／ Tama Toshi Monorēru */?），簡稱多摩都市單軌電車或多摩單軌，是一間由東京都與西武鐵道、京王電鐵、小田急電鐵共同出資成立的第三部門鐵道公司，負責營運多摩都市單軌電車線。總部位於東京都立川市營運基地敷地內。

## 概要
全計畫路線長度約93公里，其中上北台 - 多摩中心間（約16公里）於2000年1月通車。另外，運輸政策審議會報告第18號將上北台 - 箱根崎間（約7公里）列為「2015年以前開始整備路線」，而多摩中心至八王子與町田間則列為「今後整備考慮路線」（請參照「多摩都市單軌電車線#延伸計畫」）。埼玉縣所澤市也發起活動要求往西武巨蛋方向延伸。儘管如此，目前仍然沒有實現任何延伸計畫。
本單軌電車作為克服多摩丘陵崎嶇地形的交通工具，也成為前往中央大學、帝京大學、明星大學等周邊學校的交通手段。

## 經營狀況
使用人數自開業以來持續增加，營業收入在通車第6年的2005年達成獲利，之後持續成長。但由於土地取得費、建設費等高額的利息支付費用，加上初期投資還款，造成公司巨大的財務壓力，之後在2008年東京都等的資助之下，公司逐步還清債務。
由於建設進度落後，通車時間延後至2000年1月，總工程費用更爆增至將近當初預定的2倍，達1100億日圓，相較之下公司資本額僅205億日圓，龐大的借款造成沉重的還款壓力。2000年3月底時，累積負債已達100億日圓，雖然營運狀況漸入佳境，年度虧損持續縮小，但2006年3月底時累積負債已達228億日圓，約有22億日圓無力償付。
2006年9月29日的東京都議會財政委員會中，多摩都市單軌電車被列為東京都的「負遺產」之一。當時的主計部長針對負遺產的定義表示「實績與當初計畫落差過大，即使重組已無法避免，但仍未下達斷然措施處理」。當時提出的四個實例為多摩都市單軌電車、稻城大橋收費道路、鵯山收費道路、殘疾者扶養年金制度）。同時，在2007年度預算中也提出要以激烈的、有計畫的解決財務問題。
之後，2008年4月擬定「多摩都市單軌電車經營安定化計畫」，提出
1. 東京都對多摩都市單軌電車株式會社追加出資210億日圓（增資）
2. 東京都對多摩都市單軌電車株式會社約270億日圓融資中的90億日圓轉為同額股份（債轉股）
3. 沿線5市（立川、東大和、八王子、日野、多摩）持續提供固定資產稅減免
4. 東京都、沿線5市、金融機關的貸款還款期限延長
5. 全股東減資

等對策以強化財務基礎。同年中進行減資，資本額從2008年3月31日的205億3900萬日圓減少至2009年3月31日的1億日圓。另外，東京都出資210億日圓中的160億日圓用來還款，減輕貸款利息的負擔，2008年度首次達成盈餘。
另外，鵯山收費道路於2007年6月1日、稻城大橋收費道路於2010年4月1日改為免費道路。

### 各年度實績
| 年度     | 營業收入       | 經常性損益      | 淨收益（虧損）  | 來源   |
| -------- | -------------- | --------------- | --------------- | ------ |
| 2013年度 | 14億1600萬日圓 | 10億3000萬日圓  | 8億9200萬日圓   | [ 11 ] |
| 2012年度 | 9億8000萬日圓  | 5億6900萬日圓   | 5億4800萬日圓   | [ 11 ] |
| 2011年度 | 11億5600萬日圓 | 7億0000萬日圓   | 7億9600萬日圓   | [ 12 ] |
| 2010年度 | 12億7500萬日圓 | 7億4500萬日圓   | 8億100萬日圓    | [ 12 ] |
| 2009年度 | 8億7400萬日圓  | 2億7200萬日圓   | 2億300萬日圓    | [ 12 ] |
| 2008年度 | 8億6600萬日圓  | 1億3100萬日圓   | 1億1700萬日圓   | [ 12 ] |
| 2007年度 | 9億9700萬日圓  | -1億4300萬日圓  | -1億6700萬日圓  | [ 12 ] |
| 2006年度 | 7億7500萬日圓  | -3億7600萬日圓  | -14億2900萬日圓 | [ 12 ] |
| 2005年度 | 5億7200萬日圓  | -6億1500萬日圓  | -7億5900萬日圓  | [ 8 ]  |
| 2004年度 | 1億9600萬日圓  | -10億8100萬日圓 | -11億200萬日圓  | [ 8 ]  |

### 股東
2024年3月31日的主要股東與出資比率如下表，表中的股東持有超過98%的股份。
| 股東            | 股份      | 比率   |
| --------------- | --------- | ------ |
| 東京都          | 805,704股 | 79.87% |
| 西武鐵道        | 47,520股  | 4.71%  |
| 瑞穗銀行        | 31,680股  | 3.14%  |
| 京王電鐵        | 26,400股  | 2.62%  |
| 小田急電鐵      | 15,840股  | 1.57%  |
| 三菱東京UFJ銀行 | 11,616股  | 1.15%  |
| 東京電力        | 10,560股  | 1.05%  |
| 三井住友銀行    | 7,392股   | 0.73%  |
| 八王子市        | 6,612股   | 0.66%  |
| 立川市          | 6,612股   | 0.66%  |
| 日野市          | 6,612股   | 0.66%  |
| 東大和市        | 6,612股   | 0.66%  |
| 多摩市          | 6,612股   | 0.66%  |

## 歷史
- 1986年（昭和61年）4月8日 - 設立[1]。
- 1987年（昭和62年）12月26日 - 取得多摩中心 - 上北台間執照[1]。
- 1998年（平成10年）11月27日 - 上北台 - 立川北間5.4k公里通車[1]。
- 1999年（平成11年） - 單軌首次包車「Monorail Wedding」（モノレールウェディング）。
- 2000年（平成12年）1月10日 - 立川北 - 多摩中心間10.6公里通車[1]。
- 2001年（平成13年）
  - 4月20日 - 前往鄰站的車費定為100日圓。
  - 11月19日 - 車體廣告列車開始運行。
- 2004年（平成16年）
  - 8月 - 車輛座位由「Box Seat」（ボックスシート）改為「Long Seat」（ロングシート）。
  - 8月20日 - 車資修訂（平均增加5.3%）。
- 2005年（平成17年）12月 - 目的地顯示器採用3色LED的新車輛（1116F（日语：多摩都市モノレール1000系電車））上路。
- 2007年（平成19年）3月18日 - 引入PASMO與連絡定期券，同時與Suica互通。
- 2008年（平成20年）- 首度淨收入盈餘。
- 2010年（平成22年）1月10日 - 全線開業10周年。

## 路線列表
| 路線記號 | 中文線名           | 日文線名 | 起點           | 終點             | 距離（公里） |
| -------- | ------------------ | -------- | -------------- | ---------------- | ------------ |
|          | 多摩都市單軌電車線 |          | 上北台（TT19） | 多摩中心（TT01） | 16.0         |

## 車輛

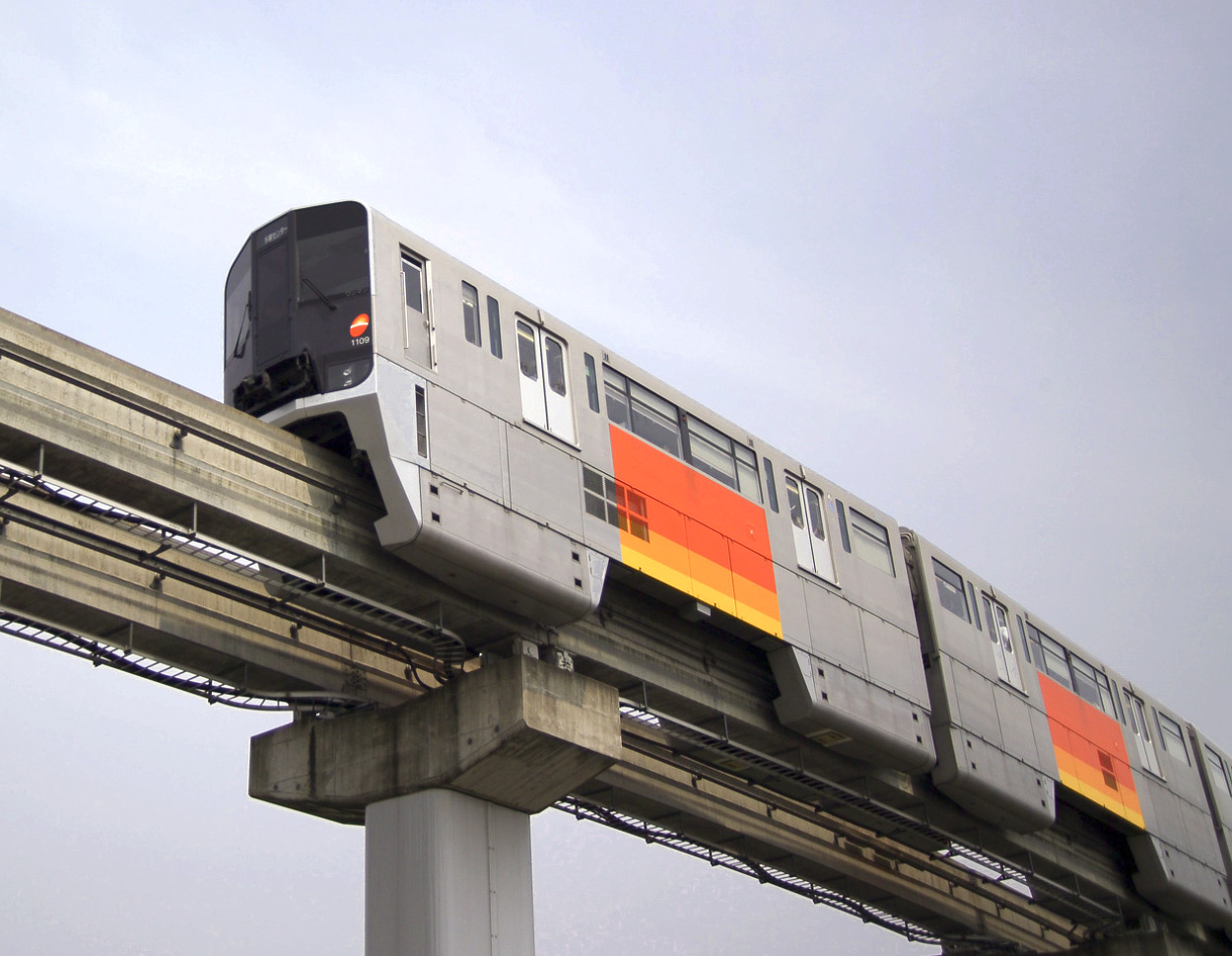
1000系

- 1000系（日语：多摩都市モノレール1000系電車）：共16列，均为四节编组（TMc1-M1-M2-TMc2）。1998年线路北段开通时上线六列，2000年配合线路南段开通而增购九列，2005年为增加运能而增购一列。

## 列車駕駛
單軌電車駕駛的培養是委託擁有培訓所的其他軌道企業執行。因承辦方為西武鐵道、京王電鐵等一般的兩軌鐵路公司，因此多摩都市單軌電車的駕駛員皆有一般鐵路（電車）的行駛經驗。取得執照後，還需要進行自家路線的訓練。

## 乘車券
多摩都市單軌電車有販售以下與沿線觀光、遊樂場所合作的乘車券「多摩單軌電車套票」。
- 國營昭和紀念公園 - 國營昭和紀念公園入場交換券與多摩單軌1日乘車券。大人920日圓
- 多摩動物公園 - 多摩動物公園入園整理券與多摩單軌1日乘車券。大人1,000日圓
- 三麗鷗彩虹樂園（護照） - 三麗鷗彩虹樂園護照兌換券與多摩單軌1日乘車券。大人3,500日圓、兒童2,700日圓
- 三麗鷗彩虹樂園（入場券） - 三麗鷗彩虹樂園入場券兌換券與多摩單軌1日乘車券。大人3,000日圓、兒童2,000日圓
- 埼玉西武獅加油套票 - 西武巨蛋內野自由席入場費與西武巴士上北台 - 西武巨蛋巴士乘車券、多摩單軌1日乘車券。大人2,500日圓、中學生1,400日圓、小學生1,000日圓 ※僅在西武巨蛋賽事期間販售
- 帕德嫩多摩 - 帕德嫩多摩（日语：パルテノン多摩）舉行的公演票與多摩單軌1日乘車券

多摩都市單軌電車可使用PASMO與Suica等IC卡，因未加入2013年開始的全國交通系IC卡相互利用服務，無法使用PASMO與Suica以外的IC卡。

## 活動列車
多摩單軌主辦的活動列車為夏季的「啤酒列車」與冬季的「葡萄酒列車」。參加民眾須事前申請。列車從上北台出發，至多摩中心短暫休息後再返回立川北。車內中央長桌上擺有料理，參加者可眺望多摩新市鎮景色並品嘗啤酒與葡萄酒。

## 外部連結
- 官方网站